# Джесика Фокс
Джесика Фокс (на английски: Jessica Fox) е австралийска състезателка по кану-каяк в бързи води, състезаваща се в дисциплината едноместно кану и каяк, известна с прякора си Фокси (Лисицата). Родена в Марсилия, Франция.
Тя е олимпийска шампионка и бронзова медалистка на олимпиадата Токио (2020) по кану, слалом в бързи води, сребърна медалистка на олимпиадата Лондон (2012), бронзова медалистка на олимпиадата Рио де Жанейро (2016). Седемкратна световна шампионка и победителка е в първите летни младежки олимпийски игри. Състезава се за клуб „Penrith Valley Canoeing“

## Участия в олимпиади
| Олимпиада             | Дисциплина              | Място |
| --------------------- | ----------------------- | ----- |
| Лондон (2012)         | едноместен каяк, слалом |       |
| Рио де Жанейро (2016) | едноместен каяк, слалом |       |
| Токио (2020)          | едноместен каяк, слалом |       |
| Токио (2020)          | едноместен кану, слалом |       |